# Мендель (река)
Менде́ль (южноселькупск. Минде́л Кы) — река на западе Красноярского края России, левый приток реки Кеть (бассейн Оби).
Длина 366 км, площадь бассейна 3800 км². Исток расположен на плато Обь-Енисейского водораздела, река течёт среди болот Западно-Сибирской равнины.
Питание смешанное, с преобладанием снегового. Половодье с мая по август.
В верховьях через Мендель перекинут железнодорожный мост на ветке Ачинск — Лесосибирск. Населённые пункты вдоль реки практически отсутствуют. В нескольких километрах от моста на ветке расположен посёлок Мендельский; в месте впадения Мендели в Кеть находится деревня Ворожейка.

## Бассейн
- 15 км: Бергидат
- 48 км: Кидат
  - 13 км: Кулган
- 70 км: Чёрная
- 95 км: Тельпок
- 119 км: Чайголь
- 132 км: Нижняя
  - 29 км: Сохатинка
- Верхняя
- 167 км: Налимка
  - Осиновая
  - Шитка
- Маленькая
- 175 км: Большая
  - Березов Мосток
- 207 км: Поперечная
  - Кедровый
- 212 км: ручей Кичиг
- Яру
- 216 км: Кичуль
- Пасечный
- 230 км: Выя
  - Крутая
- Плоский
- Черёмуховая
- 273 км: Берёзовая
  - Тёмный
- 285 км: Кузина
- 297 км: Ярбуш
  - Еловый
- Французиха

## Данные водного реестра
По данным государственного водного реестра России относится к Верхнеобскому бассейновому округу, водохозяйственный участок реки — Кеть, речной подбассейн реки — бассейн притоков (Верхней) Оби от Чулыма до Кети. Речной бассейн реки — (Верхняя) Обь до впадения Иртыша.